# Cortiçada
Cortiçada es una freguesia portuguesa del municipio de Aguiar da Beira. Según el censo de 2021, tiene una población de 314 habitantes.